# Amy Alcott
Amy Alcott (* 22. Februar 1956 in Kansas City/Missouri) ist eine US-amerikanische Profi-Golferin. Seit 1975 beteiligt sie sich an der LPGA Tour und gewann fünf bedeutende Frauenturniere (darunter das US Women’s Open 1980) sowie insgesamt 29 LPGA-Tourevents. Sie ist (seit 1999) Mitglied der World Golf Hall of Fame und (seit 2000) der International Jewish Sports Hall of Fame.

## Karriere
1973 war Amy Alcott Siegerin der US-Juniorinnenmeisterschaft, ihr wichtigster Erfolg als Amateur. 1975 wurde sie Profi-Golferin.
Amy Alcott gewann insgesamt 29 Turniere auf der LPGA-Tour. Ihr erster Sieg gelang ihr 1975 mit dem Orange Blossom Classic, 1975 wurde sie auch als Rookie of the Year ausgezeichnet. Ihr erster Sieg bei einem Major-Turnier war 1979 der Sieg beim Peter Jackson Classic. Es folgte 1980 der Sieg bei den US Women’s Open. 1983, 1988 und 1991 gewann sie das Nabisco Dinah Shore-Turnier, der Sieg 1991 war auch ihr letzter Sieg auf der Tour.
Ihre erfolgreichsten Jahre mit insgesamt jeweils vier Turniersiegen waren 1979, 1980 und 1984. 1983 war sie die sechste Profi-Golferin mit einem Karriere-Preisgeld von über 1 Mio. US-Dollar, 1988 übertraf sie als Dritte die 2-Mio-US-Dollar-Marke, 1994 stieg ihr Karriere-Preisgeld auf über 3 Mio. US-Dollar. In ihrer aktiven Zeit erspielte sie Preisgelder von insgesamt 3,4 Mio. US-Dollar.
In den 2000er Jahren war sie mehrfach als Co-Designerin bei neuen Golfplätzen tätig.